# Coenosia praetexta
Coenosia praetexta är en tvåvingeart som beskrevs av Pandelle 1899. Coenosia praetexta ingår i släktet Coenosia och familjen husflugor. Inga underarter finns listade i Catalogue of Life.